# 香魂女鬼
香魂女鬼，是台灣民間傳說中出現在汐止的女鬼，會以香味魅惑行人，最後被黃玉階超渡。

## 特徵
香魂女鬼出現在汐止河邊，坐在大石上，會在晚上散發出蘭花般的香味迷惑行人。

## 傳說
據說在1914年（大正三年）的時候，黃玉階和其友人陳茂才、陳有源到汐止天后宮演說，晚上前往附近的書齋投宿。而在路上他們聞到了香魂女鬼的味道，相當驚訝，到了書齋詢問之下才知道詳情，且在陳茂才說出還想再見她一面時，味道又出現而且更濃了，黃玉階當下開始唸起大悲咒超渡香魂女鬼，女鬼這才徹底消失。
後續
後來黃玉階和友人都作詩以記錄這次的事件。